# Sanaüja
Sanaüja – gmina w Hiszpanii, w prowincji Lleida, w Katalonii, o powierzchni 32,64 km². W 2011 roku gmina liczyła 458 mieszkańców.